# Craig Parker
Craig Parker (Suva, 12 november 1970) is een Nieuw-Zeelands acteur.
Parker speelde Haldir of Lórien in de Lord of the Rings-trilogie. Ook doet hij voice-overs voor Nieuw-Zeelandse documentaires. Van 2008 tot en met 2010 speelde hij Darken Rahl in de televisieserie Legend of the Seeker, die gebaseerd is op de 11-delige boekenserie De Wetten Van De Magie van Terry Goodkind. Hij speelde van 2010 tot en met 2012 Gaius Claudius Glaber in de televisieserie Spartacus: Blood and Sand. Ook speelde hij vanaf 2014 in seizoenen 2, 3 en 4 van Reign.
- Bibliothèque nationale de France: cb16774809x (data)
- Gemeinsame Normdatei: 1217875093
- International Standard Name Identifier: 0000 0000 4468 2999
- Library of Congress Control Number: no2003059623
- Museum of New Zealand Te Papa Tongarewa: 58416
- Virtual International Authority File: 68620386
- WorldCat: E39PBJpJcTRqttxkfC3DBBTCQq